# 34555 Yuliamaslova
34555 Yuliamaslova este o planetă minoră (asteroid), cu un diametru de 7,087 km, din centura de asteroizi. A fost descoperită pe 25 septembrie 2000 la Experimental Test Site⁠(d) de Lincoln Near-Earth Asteroid Research. 
Obiectul prezintă o orbită caracterizată de o semiaxă mare de 3,1049034 UAi, o excentricitate de 0,07, o înclinație de 3,15881 ° în raport cu ecliptica.